# Emma Chamberlain

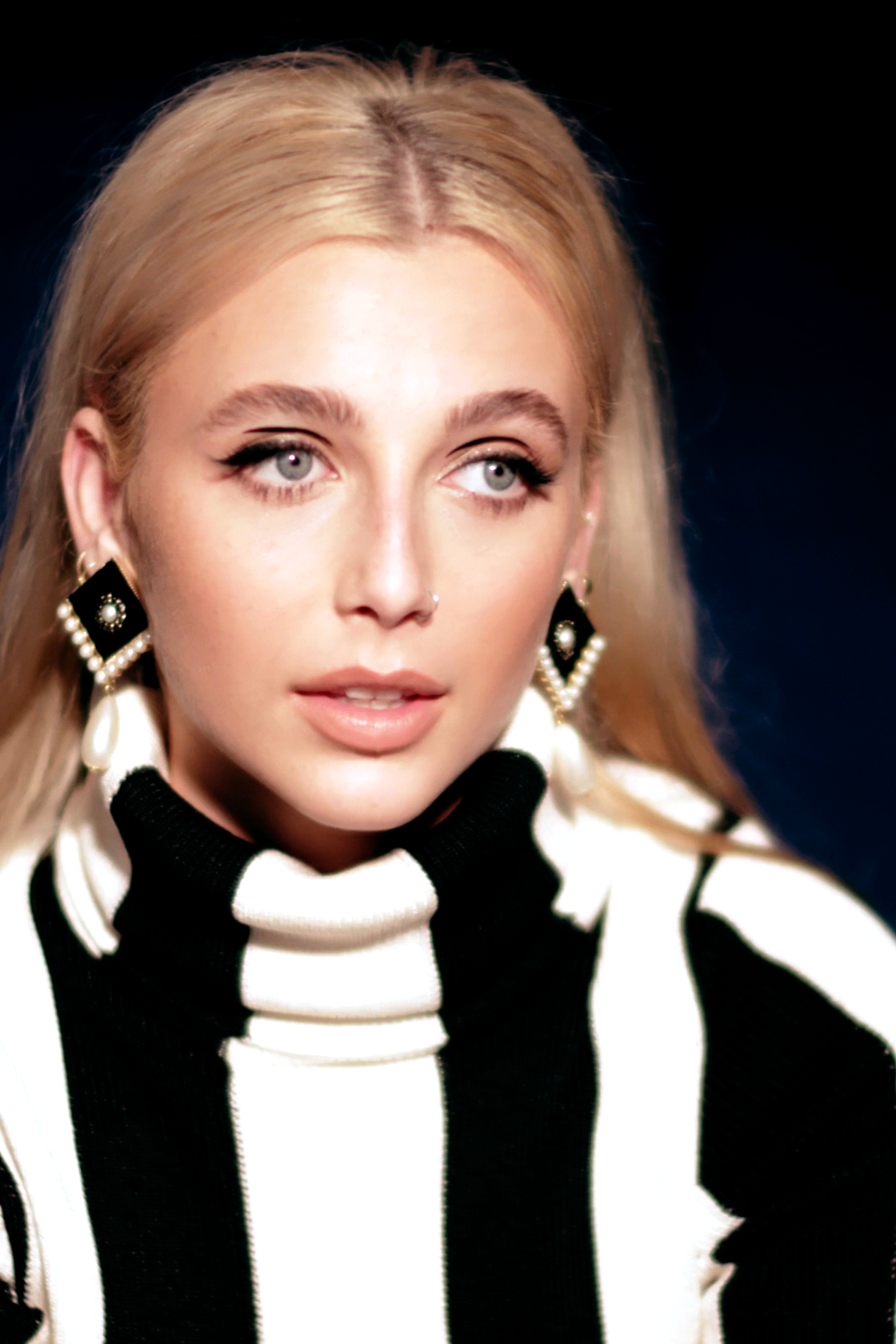
Emma Chamberlain nel 2020

Emma Frances Chamberlain (San Bruno, 22 maggio 2001) è una youtuber statunitense. Nel 2018 ha vinto il premio Streamy Award come Creator dell'anno. Nel 2019 è stata inserita dal Time Magazine tra le 100 personalià emergenti al mondo e nella lista delle 25 persone più influenti su Internet.

## Biografia
Emma Chamberlain è nata a San Bruno, in California, ed è cresciuta nella contea di San Mateo. I suoi genitori sono Michael e Sophia Chamberlain che hanno divorziato quando lei aveva cinque anni ed è inoltre figlia unica.
Ha frequentato la Central Middle School a San Carlos, in California, e la Notre Dame High School, a Belmont, una scuola cattolica per sole ragazze dove era nelle squadre di cheerleader e atletica. Ha lasciato il liceo durante il primo semestre del suo anno da junior e si è diplomata dopo aver superato l'esame di uscita dalla California High School.

## Carriera
Chamberlain ha creato il suo canale YouTube nel 2016. Ha iniziato a registrare vlog durante il secondo anno di liceo. Tuttavia, ha caricato il suo primo video solo nel 2017, un anno dopo. Il video si intitolava "City Inspired Summer Look Book". Ha iniziato a caricare vari tipi di contenuti, tra cui diari di viaggio, storie, ricette, progetti fai-da-te. È anche popolare su social come Twitter e Instagram contando su quest'ultima applicazione ben 15 milioni di seguaci.
Ha anche un profilo su Depop, ovvero un'applicazione di social shopping con sede a Londra. Inoltre, possiede la sua linea di merchandising dove vende le sue felpe.

### YouTube
Chamberlain ha caricato il primo video sul suo canale YouTube il 2 giugno 2017. Ha pubblicato video quasi ogni giorno durante l'estate del 2017. Il 27 luglio 2017, ha pubblicato un video chiamato We All Owe The Dollar Store An Apology questo è diventato il suo primo video virale, e ad agosto il suo canale ha rapidamente guadagnato iscritti, passando da 4.000 il 1º agosto a 150.000 il 30 agosto. Il suo canale ha poi continuato a guadagnare circa 100.000 nuovi iscritti al mese fino a giugno 2018.
Nel giugno 2018, Chamberlain si è trasferita dalla Bay Area di San Francisco a Los Angeles ed ha formato The Sister Squad con altri YouTuber come James Charles e il duo comico The Dolan Twins. I quattro video caricati in simultanea sui rispettivi canali YouTube il 19 giugno, 28 agosto, 31 ottobre e 25 dicembre 2018 sono stati presentati al YouTube Rewind 2018. 
Il 22 giugno 2018, la youtuber Tana Mongeau ha invitato la Chamberlain ad un suo evento come ospite speciale. L'intervista personale di Chamberlain con Mongeau è stato l'ultimo evento prima che la convention fosse annullata a causa del sovraffollamento e dei problemi di sicurezza.
Le apparizioni di Chamberlain con Mongeau, ed anche in diversi video sul canale di David Dobrik con The Vlog Squad, e le sue collaborazioni con Sister Squad hanno innescato un rapido aumento delle iscrizioni al suo canale. Il 19 giugno, con i primi tre video di Sister Squad, ha guadagnato 112.000 iscritti. Ha poi raggiunto due milioni a giugno, tre milioni a luglio, quattro milioni ad agosto, cinque milioni a ottobre e sei milioni di iscritti il giorno di Natale 2018. È stata nominata per quattro Streamy Awards nel 2018.
A metà del 2019, diverse riviste statunitensi hanno pubblicato articoli su Chamberlain. The Atlantic ha scritto che Chamberlain era "L'influencer più discussa al mondo". Time l'ha inclusa nella sua lista del 2019 delle 25 persone più influenti su Internet.
Ai Teen Choice Awards 2019 Chamberlain ha vinto come miglior star femminile nel web. Durante la settimana della moda di New York di settembre, Chamberlain ha presentato l'evento di Teen Vogue Generation Next. Per la 45ª edizione dei People's Choice Awards è stata nominata come Social Star del 2019. Ha collaborato con l'azienda di occhiali Crapeyewear per una linea di occhiali da sole che ha aiutato a progettare. Alla fine di settembre è apparsa insieme ad altre giovani celebrità dei social media nel primo episodio della collaborazione MTV / SnapChat Teen Code.
Ha partecipato alla settimana della moda di Parigi sponsorizzata da YouTube / Louis Vuitton, collaborando con Vogue. Ha collaborato con Calvin Klein per una serie di video e servizi fotografici. Per gli Streamy Awards 2019, Chamberlain è stata nominato come Creator dell'anno. È apparsa in una serie di video sul canale YouTube Target, in coppia con la star di The Office Angela Kinsey e il conduttore Brad Goreski. Il 13 novembre, Time Magazine l'ha inclusa nella sua lista TIME 100 Next. Nel dicembre 2019, è apparsa in uno spezzone trasmesso su ABC News Nightline, dove è stata intervistata sulla sua carriera dal pattinatore olimpico Adam Rippon.. 
Il 20 novembre 2021 pubblica un video chiamato "it will be ok", in cui annuncia di voler prendere una pausa da YouTube per concentrarsi sulla sua salute mentale. Carica un ultimo video il 14 dicembre prima di smettere di pubblicare per circa sei mesi.

### Moda e media
Nel marzo 2018, Chamberlain ha collaborato con l'applicazione per lo shopping Dote. Nel maggio 2018, Dote l'ha mandata ad Austin, in Texas, al Coachella Valley Music and Arts Festival e alle Fiji con molti altri YouTuber. Nel luglio 2018, Dote ha lanciato una linea di abbigliamento disegnata da Chamberlain, Emma's Low Key / High Key. A causa delle controversie relative a Dote, Chamberlain ha tagliato i legami con loro alla fine del 2018.
Nel dicembre 2019 ha lanciato la sua attività di vendita per corrispondenza di caffè online, Chamberlain Coffee.
Cosmopolitan ha presentato Chamberlain sulla copertina del suo numero di febbraio 2020, scrivendo nella didascalia con sotto il suo nome, "La ragazza più popolare del mondo". Nell'intervista, ha rivelato dettagli su come affrontare la dismorfia corporea e combattere disturbi alimentari e ha pubblicato un video sul servizio fotografico sul suo canale YouTube, "My First American Magazine Cover".La rivista Variety l'ha inclusa nella sua lista dei più potenti giovani di Hollywood del 2020. Il 13 settembre 2021, Chamberlain ha partecipato al Met Gala 2021. Ha indossato Louis Vuitton per l'evento. Ha anche intervistato celebrità per la rivista di moda Vogue, ed i video delle interviste sono stati successivamente pubblicati sul canale YouTube di Vogue.
Ha in seguito partecipato di nuovo al Met Gala, nel 2022, confermando le collaborazioni con Louis Vuitton e Vogue (continuando con le interviste).